# Proceratophrys renalis
Espèce
Synonymes
- Ceratophrys renalis Miranda-Ribeiro, 1920

Proceratophrys renalis est une espèce d'amphibiens de la famille des Odontophrynidae.

## Répartition
Cette espèce est endémique du Brésil. Elle se rencontre dans les États :
- du Ceará ;
- de Paraíba ;
- de Pernambouc ;
- d'Alagoas ;
- du Sergipe ;
- dans l'est de Bahia ;
- dans le centre-Nord du Minas Gerais.

## Taxinomie
Cette espèce n'est plus considérée comme un synonyme de Proceratophrys boiei depuis Prado & Pombal, 2008.

## Publication originale
- Miranda-Ribeiro, 1920 : Algumas considerações sobre o gênero Ceratophrys e suas espécies. Revista do Museu Paulista, vol. 12, p. 291-304 (texte intégral).